# Пеньшино
Пеньшино — село в Верховском районе Орловской области. Входит в состав Русско-Бродского сельского поселения. Население — 234 чел. (2010).

## География
Пеньшино находится в северо-восточной части области на Среднерусской возвышенности.
Часовой пояс
село Пеньшино, как и вся Орловская область, находится в часовой зоне МСК (московское время). Смещение применяемого времени относительно UTC составляет +3:00.

## Население
| 2002 | 2010 |
| ---- | ---- |
| 279  | ↘234 |

Национальный состав
Согласно результатам переписи 2002 года, в национальной структуре населения русские составляли 98 % от общей численности населения в 279 жителей.